# Tula oblast
Tula oblast (russisk: Тyльская oбласть, tr. Tulskaja oblast) er en af 46 oblaster i Den Russiske Føderation. Oblasten har et areal på 25.679 km² og 1.471.140 (2024) indbyggere. Det administrative center i oblasten ligger i byen Tula (russisk: Тула), der har 466.609 (2023) indbyggere. Den næststørste by i oblasten er Novomoskovsk (russisk: Новомосковск) med 115.938 (2025) indbyggere.

## Historie
Folk har beboet Tula-området siden oldtiden, påvist ved fund af gravhøje (kurgans) og gamle bopladser. Området blev beboet af det østslaviske stammefolk vjatitjerne, der var håndværkere, drev landbrug og var handelsmænd. Dette bekræftes af poster i ejendom registre, der nævner en "gammle bosættelser", der ligger på det sted, hvor den lille Tulitsa flod løber ud i Upafloden. For lang tid siden kan indbyggere også har forsvaret deres bosættelser mod tatarernes og andre nomadestammers angreb, men historien er tavs om dette spørgsmål. Den første omtale af Tula er fundet i Nikons krønike. Krøniken omtaler prins Svjatoslav Olgovitj af Tjernihivs kampagne. Krøniken bemærker at prinsen, der i 1146 var på vej til Rjasan, passerede gennem en række bosættelser, herunder Tula, som på det tidspunkt tilhørte Fyrstendømmet Rjasan.

## Geografi
Tula Oblast ligger i Ruslands centrale føderale distrikt i midten af den Østeuropæiske Slette i den nordøstlige del af det centralrussiske højland med stigninger op til 293 m. Oblasten ligger i steppe og skovsteppe zonen. Tula Oblast grænser op til Moskva oblast, Rjasan oblast, Lipetsk oblast, Orjol oblast og Kaluga oblast.

### Floder
Tula oblast har mere end 1.600 floder og vandløb. De største floder er:
- Don
- Oka
- Upa

### Naturressourcer
Oblasten er rig på jernmalm, ler, kalksten og brunkul. Brunkuls depoterne er en del af Moskva kulbækkenet.

## Demografi
| Nationalitet    | Folketælling 1989 | %      | Folketælling 2002 | %      | Folketælling 2010 | %      |
| --------------- | ----------------- | ------ | ----------------- | ------ | ----------------- | ------ |
| Russere         | 1.774.939         | 95,35  | 1.595.564         | 95,21  | 1.462.184         | 94,10  |
| Ukrainere       | 36.264            | 1,95   | 22.260            | 1,33   | 15.027            | 0,97   |
| Armeniere       | 1.394             | 0,07   | 6.507             | 0,39   | 9.145             | 0,59   |
| Tatarer         | 9.551             | 0,51   | 8.968             | 0,54   | 7.878             | 0,51   |
| Aserbajdsjanere | 2.006             | 0,11   | 4.491             | 0,27   | 5.629             | 0,36   |
| Romaer          | 2.296             | 0,12   | 3.843             | 0,23   | 4.043             | 0,26   |
| Hviderussere    | 9.928             | 0,53   | 5.974             | 0,36   | 3.645             | 0,23   |
| Usbekere        | 790               | 0,04   | 782               | 0,05   | 3.263             | 0,21   |
| Tyskere         | 7.049             | 0,38   | 4.689             | 0,28   | 2.718             | 0,17   |
| Moldavere       | 1.912             | 0,10   | 1.656             | 0,10   | 2.128             | 0,14   |
| I alt           | 1.861.411         | 100,00 | 1.675.758         | 100,00 | 1.553.925         | 100,00 |

Bemærkning: andele medtager hele befolkningen, herunder de der ikke havde angivet nationalt tilhørsforhold (i 2002 4.312 personer, i 2010 19.778 personer)

## Økonomi
Tula oblast er en del af den centrale økonomiske region og et fremtrædende industrielt center med metalbearbejdning, maskinfremstilling, kulminedrift og kemisk industri. Større industribyer er Novomoskovsk og Aleksin. Historiske industrier, som våbenfremstilling, samovarproduktion, og harmonikaproduktion, spiller stadig en vigtig rolle i oblasten.
Oblasten har en veludviklet landbrugssektor, der rangerer som nr. 33 i Ruslands i landbrugsproduktionen. Sektoren omfatter dyrkning af korn (hvede og rug), kartofler, sukkerroer, og grøntsagsdyrkning, kvægavl og mælkeproduktion.